# Bruidegom

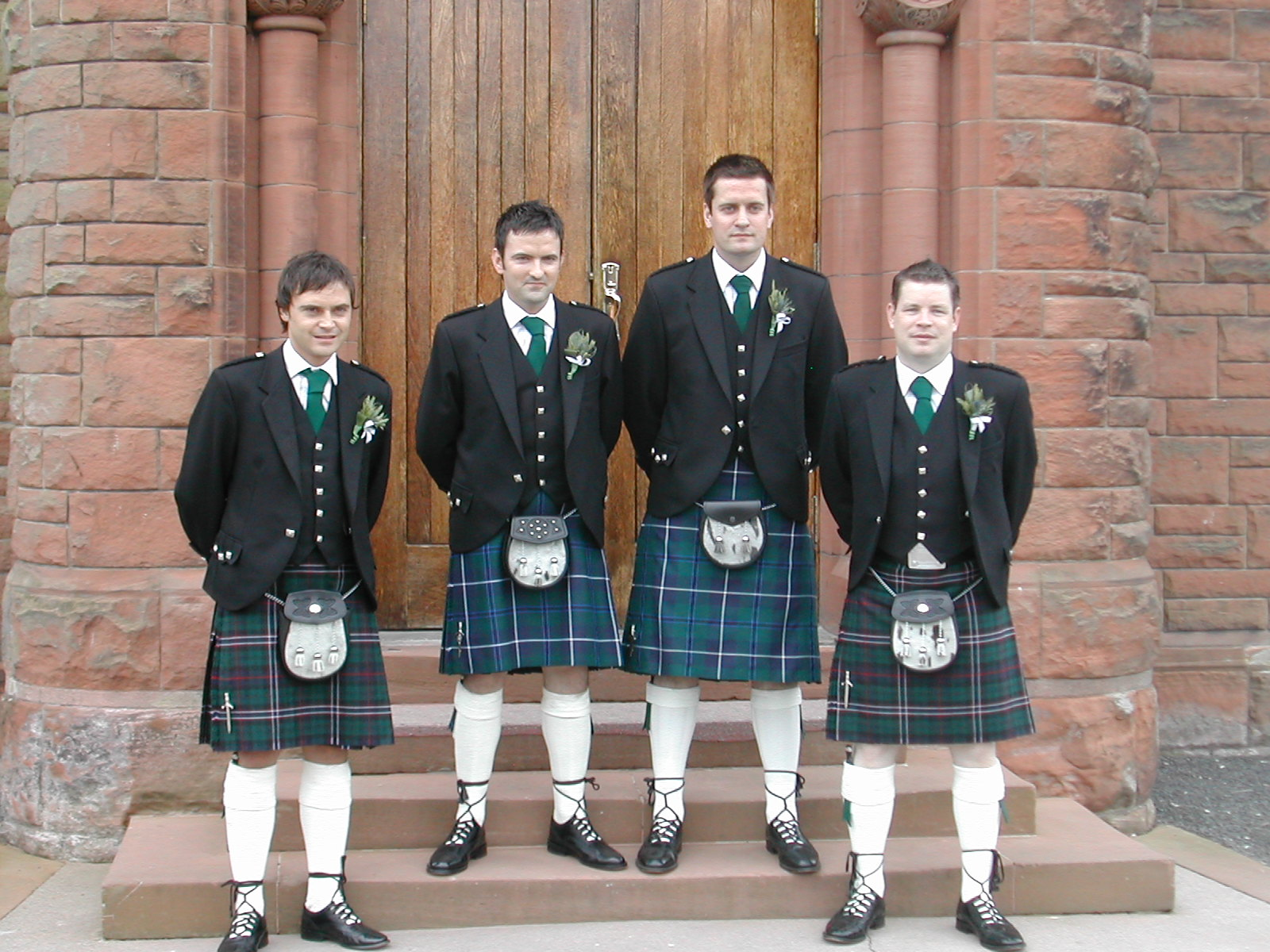
Bruidegom met 'best men' in Schotland

Bruidegom is de benaming voor een man op de dag dat hij trouwt. De benaming wordt ook wel gebruikt vanaf de dag dat hij in ondertrouw gaat.
Een bruidegom gaat op de dag van zijn huwelijk meestal gekleed in een speciaal trouwpak of trouwkostuum.
Het woord is een verbastering van het woord bruide hom, waarbij hom: man betekent (vgl. het Franse homme). De bruidegom is de man van de bruid of andere bruidegom. Het is de mannelijke vorm van het woord bruid. Bijzonder want het stamt uit een tijd dat de vrouw ondergeschikt was aan de man. Meestal is het net andersom, namelijk dat er een vrouwelijke vorm is van een mannelijk woord.
Een bruidegom mag in sommige culturen uit bijgeloof (de trouwjurk van) zijn bruid niet zien voor de huwelijksdag. Dit zou ongeluk brengen.

## Afbeeldingen

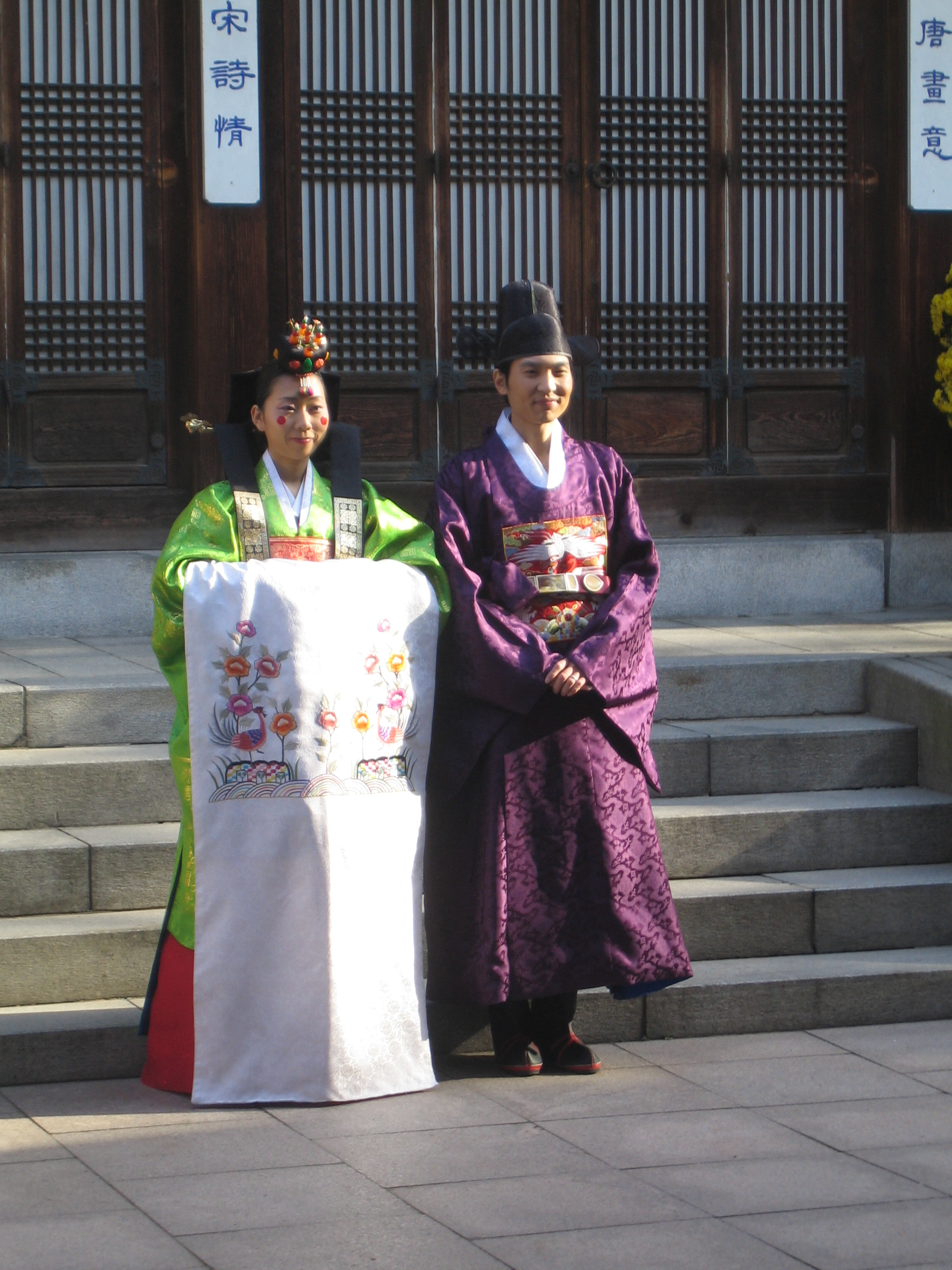
Een bruid en bruidegom in Korea
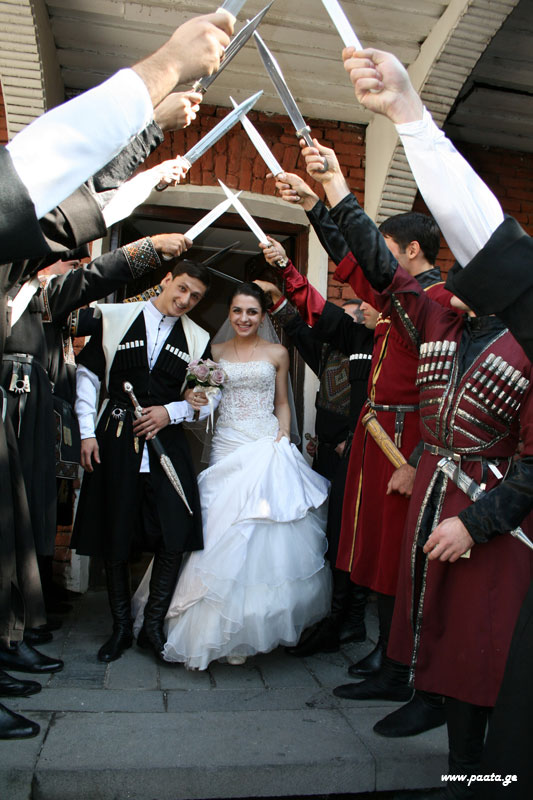
Een bruidegom en bruid in Georgië
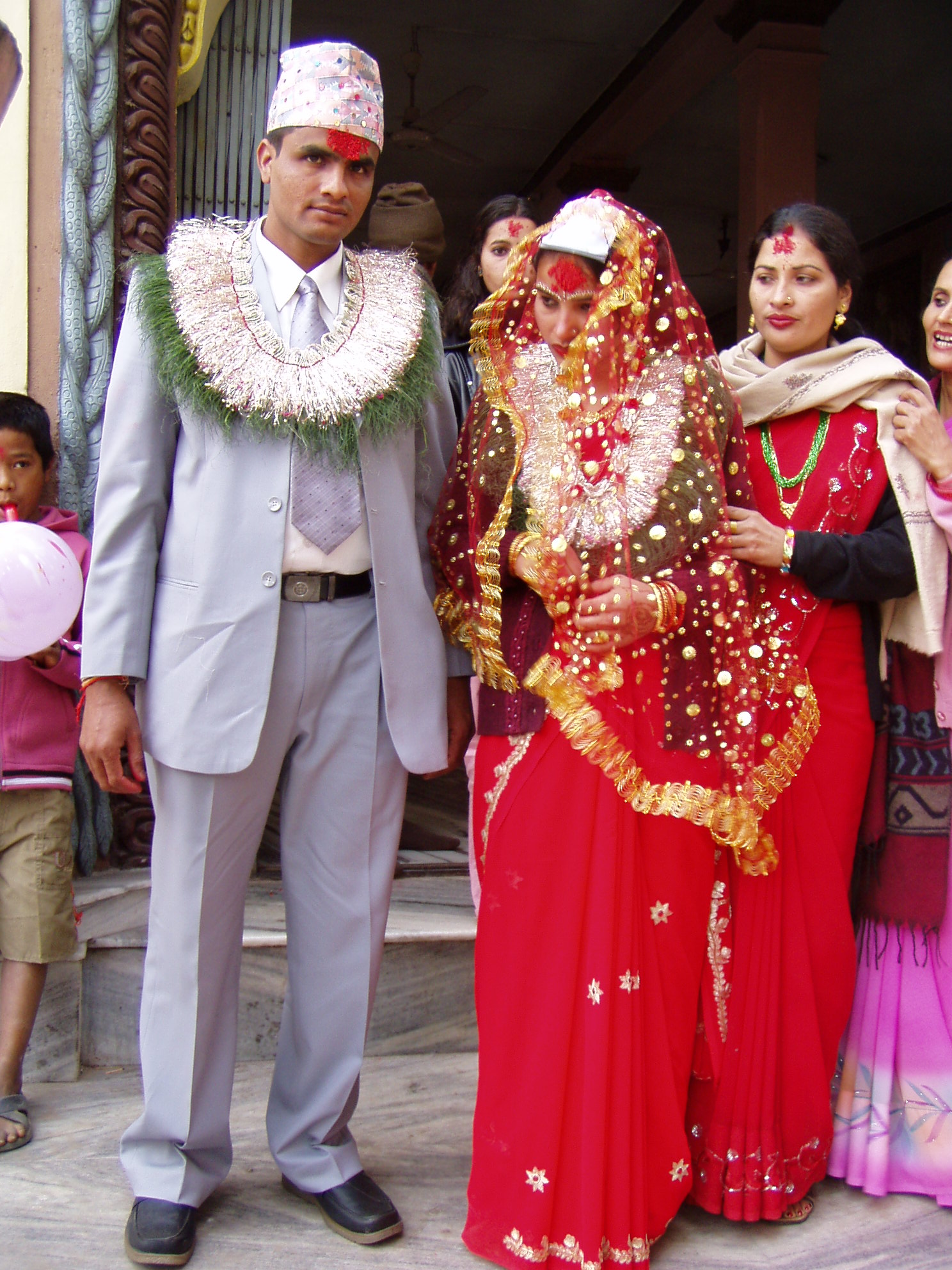
Een bruidegom en bruid in Nepal
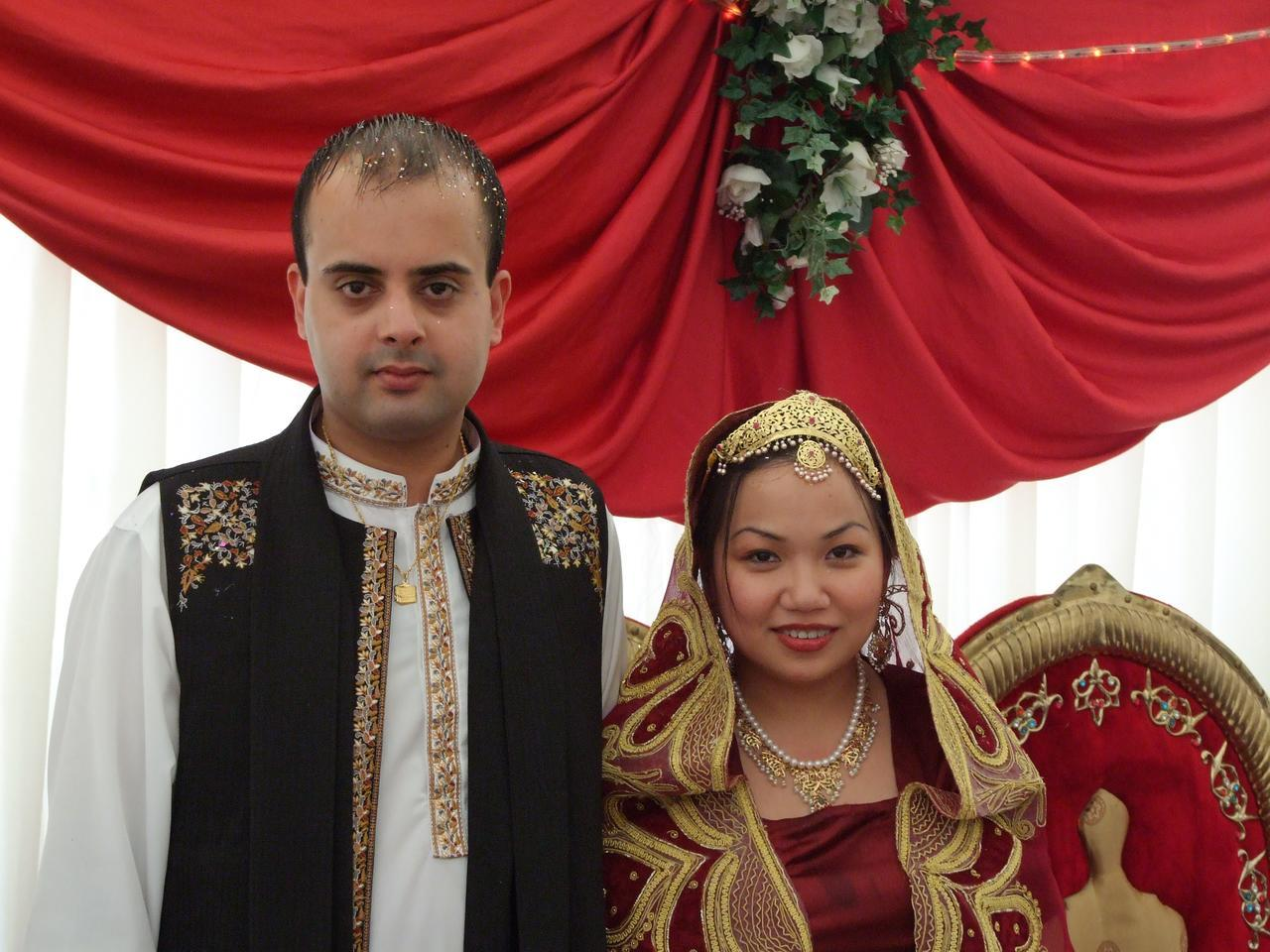
Een moslim-bruidspaar
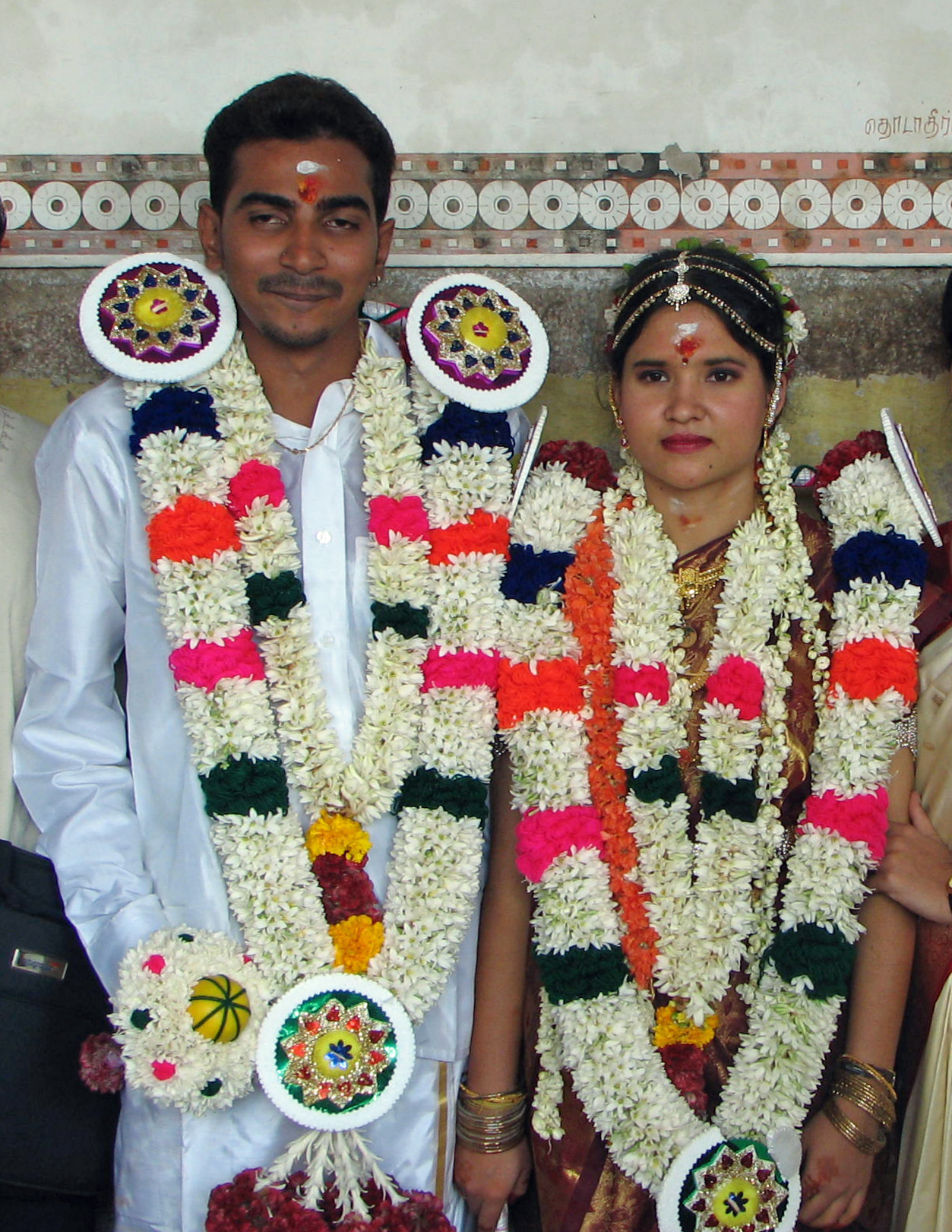
Een bruidspaar in India
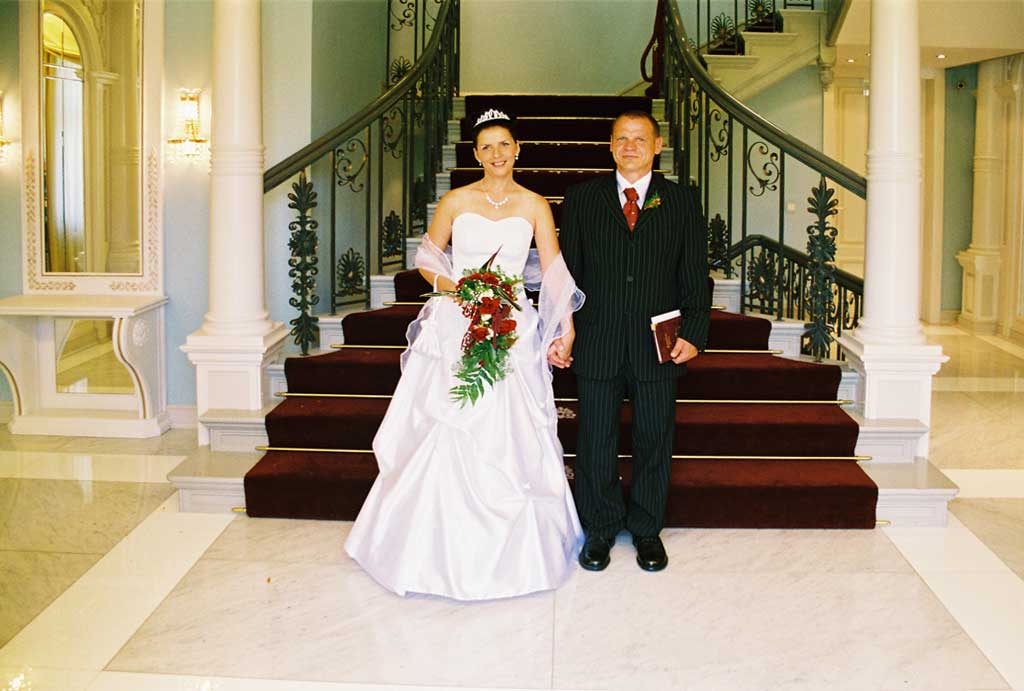
Een bruidspaar in Duitsland